# 29641 Kaikloepfer
29641 Kaikloepfer è un asteroide della fascia principale. Scoperto nel 1998, presenta un'orbita caratterizzata da un semiasse maggiore pari a 2,3044630 UA e da un'eccentricità di 0,1170104, inclinata di 3,96315° rispetto all'eclittica.